# Barna Szabolcs
Barna Szabolcs (Debrecen, 1996. április 27. –) magyar labdarúgó hátvéd, jelenleg az MTK Budapest FC játékosa.

## Pályafutása
Már óvodás korában elkezdte rúgni a labdát Pocsajban, ahol a családjával élt. A Bozsik-program keretében figyeltek fel rá és először az Olasz Focisulihoz, az egyik debreceni utánpótlás nevelő klubhoz került.

### 2013
2013. augusztus 17-én élete első felnőtt mérkőzésén kezdőként szerepelt az NB III-as DVSC–DEAC csapatában a Tiszaújváros ellen.
2013. november 13-án a Debreceni VSC felnőtt csapatában is bemutatkozhatott csereként, a Ligakupa sorozat csoportkörének 5. fordulójában, a Mezőkövesd–Zsóry alakulata ellen.

### 2014
2014. szeptember 2-án ismét játéklehetőséget kapott méghozzá kezdőként a DVSC felnőtt csapatában a Ligakupa sorozat 1. fordulójában, a Szeged 2011 alakulata ellen.
2014. szeptember 10-én a Magyar Kupa 2. fordulójában a Mórahalom ellen szintén kezdőként szerepelt.

### 2015
2015. május 23-án megszerezte élete első felnőtt gólját az NB III-ban, a DVSC–DEAC csapatában, a Jászberényi FC elleni mérkőzésen.
A DVSC saját nevelésű játékosa 2015 nyarán került fel az első csapathoz az OTP Bank Liga 2015-16-os szezonjára készülve.

## Statisztika

### Klub teljesítmény
| Klub                     | Szezon           | NB I | NB I | NB II | NB II | NB III | NB III | Magyar kupa | Magyar kupa | Ligakupa | Ligakupa | Szuperkupa | Szuperkupa | Bajnokok-ligája | Bajnokok-ligája | Európa-liga | Európa-liga | Összesen | Összesen |
| Klub                     | Szezon           | Mérk | Gól  | Mérk  | Gól   | Mérk   | Gól    | Mérk        | Gól         | Mérk     | Gól      | Mérk       | Gól        | Mérk            | Gól             | Mérk        | Gól         | Mérk     | Gól      |
| ------------------------ | ---------------- | ---- | ---- | ----- | ----- | ------ | ------ | ----------- | ----------- | -------- | -------- | ---------- | ---------- | --------------- | --------------- | ----------- | ----------- | -------- | -------- |
| Debreceni VSC II. (DEAC) |                  |      |      |       |       |        |        |             |             |          |          |            |            |                 |                 |             |             |          |          |
| 2013–14                  | —                | —    | —    | —     | 11    | 0      | —      | —           | —           | —        | —        | —          | —          | —               | —               | —           | 11          | 0        |          |
| 2014–15                  | —                | —    | —    | —     | 12    | 1      | —      | —           | —           | —        | —        | —          | —          | —               | —               | —           | 12          | 1        |          |
| 2015–16                  | —                | —    | —    | —     | 5     | 0      | —      | —           | —           | —        | —        | —          | —          | —               | —               | —           | 5           | 0        |          |
| Összesen                 | —                | —    | —    | —     | 28    | 1      | —      | —           | —           | —        | —        | —          | —          | —               | —               | —           | 28          | 1        |          |
| Debreceni VSC            | 2014–15          | 0    | 0    | —     | —     | —      | —      | 1           | 0           | 2        | 0        | —          | —          | —               | —               | —           | —           | 3        | 0        |
| Debreceni VSC            | 2015–16          | 0    | 0    | —     | —     | —      | —      | 0           | 0           | —        | —        | —          | —          | —               | —               | —           | —           | 0        | 0        |
| Debreceni VSC            | Összesen         | —    | —    | —     | —     | —      | —      | 1           | 0           | 2        | 0        | —          | —          | —               | —               | —           | —           | 3        | 0        |
| Karrier összesen         | Karrier összesen | 0    | 0    | 0     | 0     | 28     | 1      | 1           | 0           | 2        | 0        | —          | —          | —               | —               | —           | —           | 31       | 1        |

Utolsó elszámolt mérkőzés: 2015. augusztus 30.